# Hypericum przewalskii
Hypericum przewalskii är en johannesörtsväxtart som beskrevs av Carl Maximowicz. Hypericum przewalskii ingår i släktet johannesörter, och familjen johannesörtsväxter. Inga underarter finns listade i Catalogue of Life.